# 迪拜航空981号班机空难
迪拜航空981号班机是迪拜航空一架从阿联酋迪拜飞往俄罗斯顿河畔罗斯托夫的波音737-800客机。2016年3月19日在俄罗斯境内顿河畔罗斯托夫机场降落时坠毁。机上有55名乘客，7名机组成员，共62人，全部遇难。飞机试图降落时第一次因風切變而復飛，然后做等待盘旋超过1小时，第二次復飛时发生了事故。

## 事故经过
981航班在莫斯科时间1:41 (UTC+3)在罗斯托夫机场第一次尝试着陆因機載氣象雷達檢測到風切變而复飞。随后在机场的等待航线持续盘旋了近2个小时。在981航班的第一次与第二次着陆尝试之间，俄航的莫斯科-罗斯托夫航线的1166号航班曾3次着陆失败而备降克拉斯诺达尔国际机场。981航班第二次复飞过程中坠毁在22号跑道附近。
根据空中交通管制（ATC）的地空通话实况录音，981航班的飛行員在尚未建立仪表降落系统信标（飞行员不靠目视而是使用仪表降落系统指示跑道中心线）時向ATC报告需要爬升到飞行空層80 (FL80)—即8,000英尺（2,400）以便可能的再次复飞。 之后，飞行员报告已经建立仪表降落系统信标并将下降飞行高度。 在距离跑道端5.5（3.4英里）处，飞机在1500英尺高度，开始了再次爬升。在爬升至4,050英尺（1,230米）時, 飞机開始以超过21,000英尺/分钟的速率陡然下降并在约1分钟后，当地时间03:42撞地坠毁。坠毁前，飞行员显然再次复飞，向ATC报告："Going around, Skydubai 981"。ATC告知981航班切换到另外的空中交通管制："Skydubai 981, contact Rostov Radar on 121.2"。981航班确认了这一情况："121.2, bye-bye", 这也是最后一次通话。
根据官方报告，飞机坠毁在跑道左侧253（830英尺）处。并且完全解体。俄联邦紧急情况部称飞机机翼先撞击地面。视频监控显示飞机陡然下降撞击地面。 
根据机场救援人员提供的消息，现场残骸的散布情况显示，飞机触地时，速度达到400km/h，俯角约为60度，就连机上最坚固的部件——镁合金制成的轮圈都被摧毁了。 他们的估计与Flightradar24上的数据基本相符。 

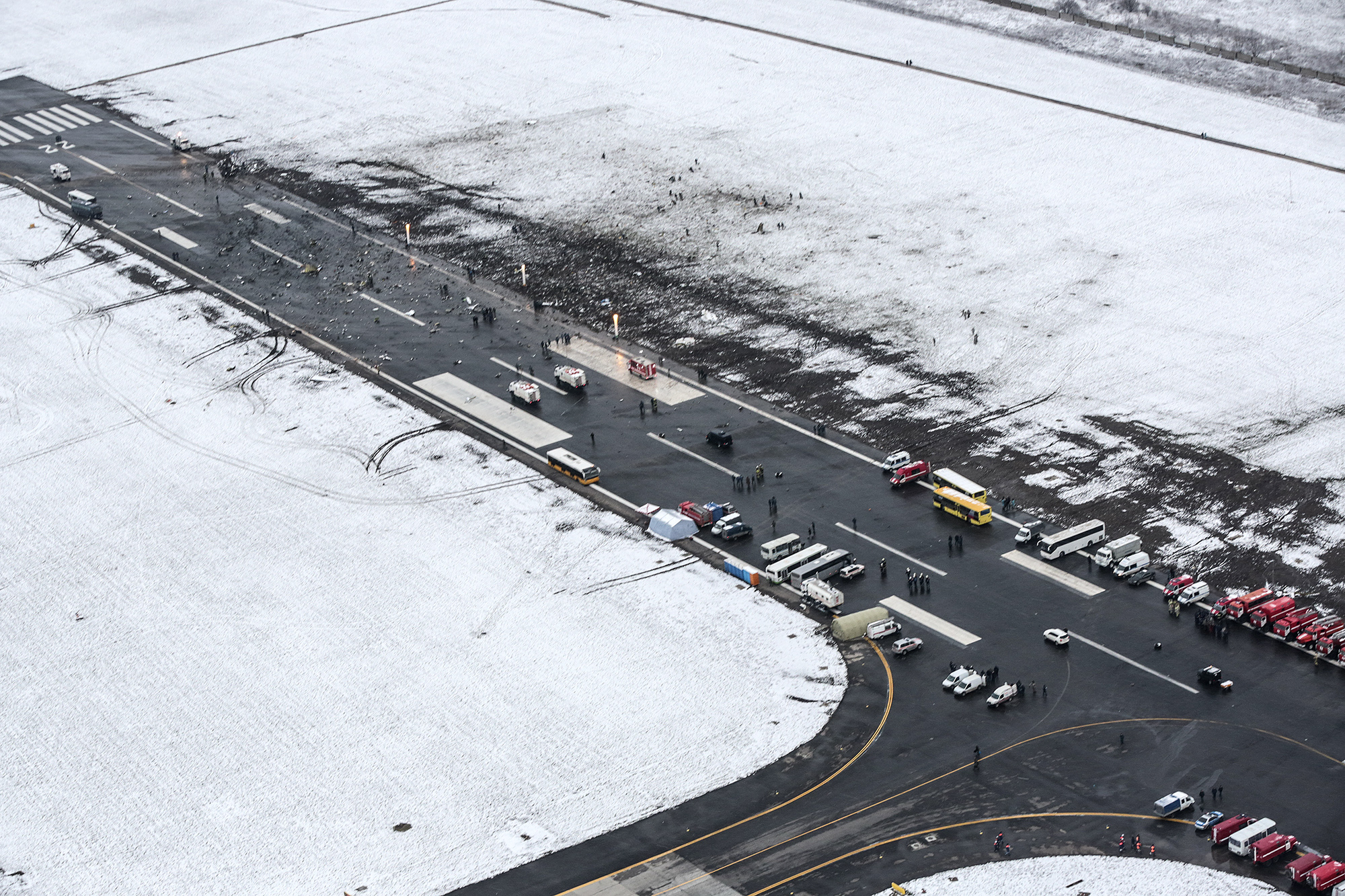
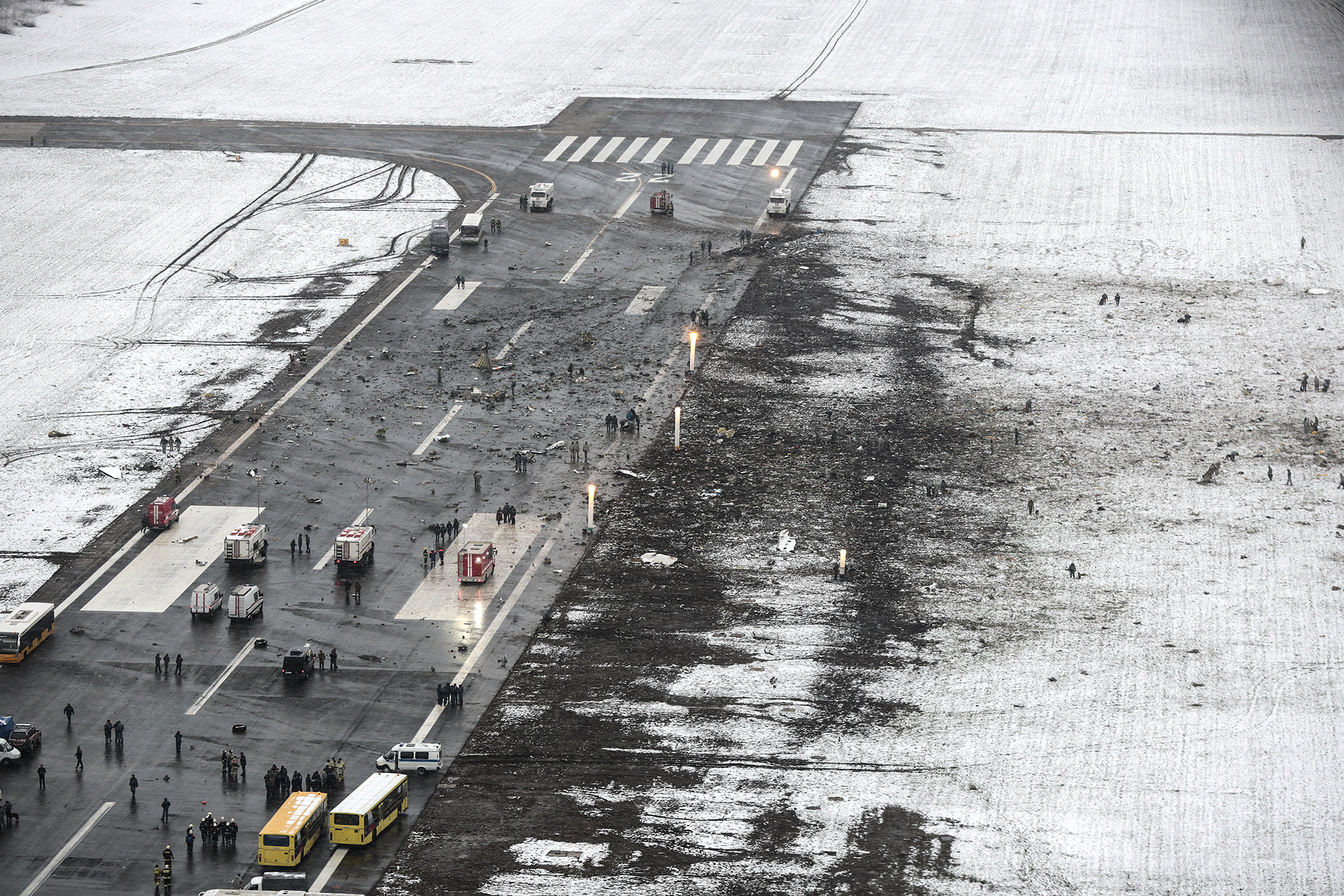
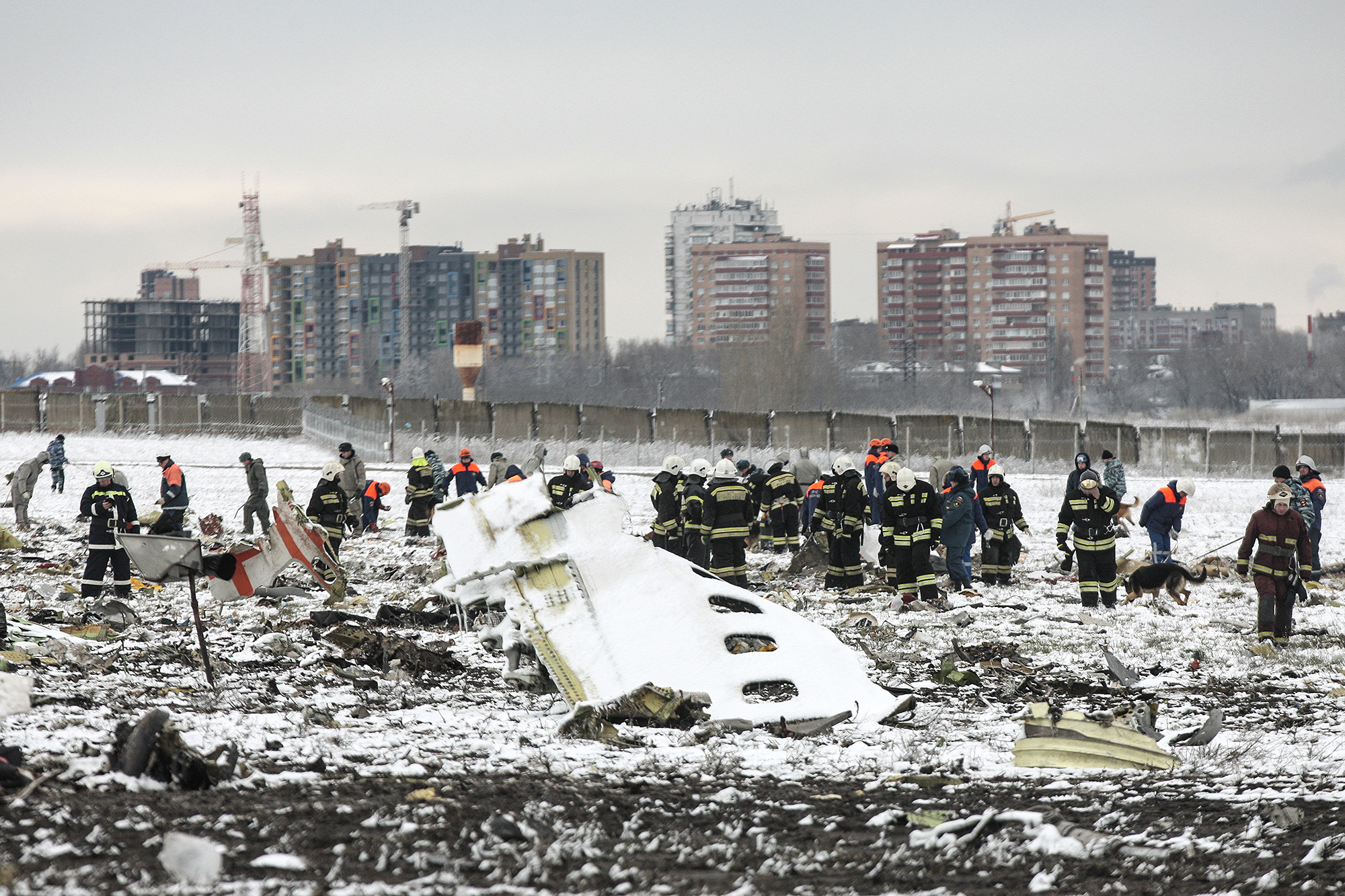
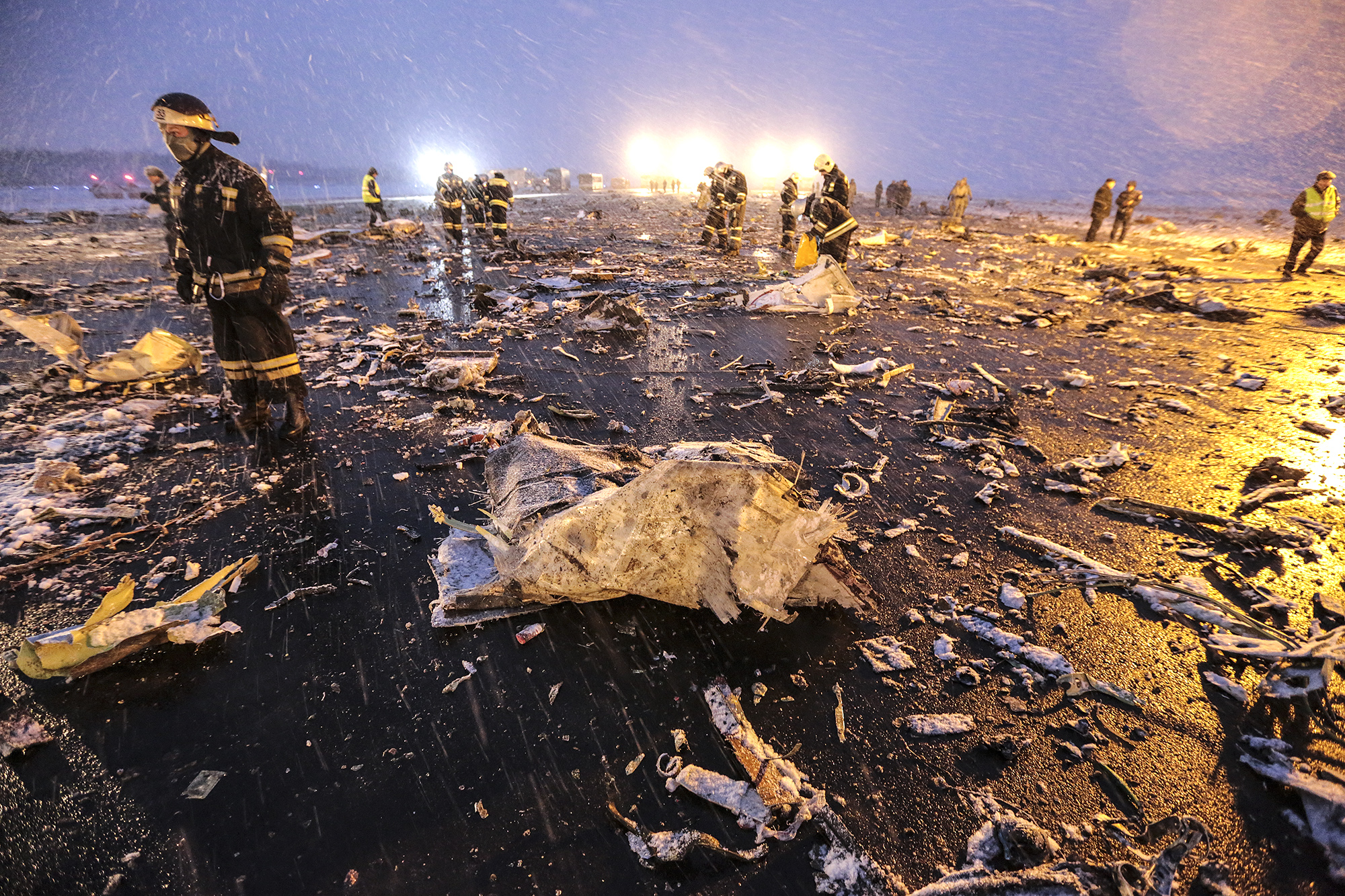

### 天气
事发时氣象條件並不好，风速达到了14—22每秒（27—43節；31—49英里每小時）。  空中交通管制員告诉飞行员风向230度，风速12每秒（23節；27英里每小時），阵风达到18每秒（35節；40英里每小時）, 能见度 3,500米（11,500英尺）。

## 飞机
机龄5年，型号波音737-800。航空器注册编号A6-FDN, MSN 40241, 安装了两台CFM国际的CFM56-7B27涡扇发动机。
2010年12月21日首飞。2011年1月24日移交迪拜航空。

## 事後調查
俄羅斯聯邦偵查委員會（屬於檢察院系統負責刑事辦案）已著手調查，並根據刑法第263條第3部確立為一個刑事案件。國際航空委員會（洲際航空委員會）也參與了調查。
同時，阿聯酋（飛機所有國），美國（飛機製造國），法國（引擎製造國）的民航部門也派出代表參與俄羅斯方面主導的調查、 
當下搜索人員在墜機現場發現了兩個“黑匣子”的其中之一。

根據調查顯示，因天氣因素所有班機已轉至備降機場，但981號班機人員執勤時間已超過法定最高工時的6小時，機長及杜拜航空管制席都希望按照表定機場降落，在第一次嘗試降落時因飛航電腦偵測到風切而決定復飛，機組人員使用的是遇到風切時的復飛程序，即引擎開至最大推力、襟翼維持30度以及起落架保持放下，第二次嘗試降落則是遇到順風復飛，這次機長及副機長各自執行著不同的復飛程序，機長執行的是風切復飛程序將油門開至最大，但副機長執行的是標準復飛程序，即收起落架，並將襟翼收至10度，加上之前盤旋的兩個小時消耗了不少燃料，飛機的阻力比第一次復飛時輕很多，空速在幾秒之內從153節升至176節，這個突如其來的加速度及爬升造成機長的內耳因重力產生上抬的錯覺，加上黑夜沒有參照物可目視，機長陷入了空間迷向中的軀體重力錯覺。飛機在實際仰角8.8度時，機長已感知到仰角21.6度，10秒後，飛機的仰角被壓至3.9度，機長感知到的是26.7度，在實際爬升的結尾階段，飛機的仰角為7.6度，但機長已感知到超過40度的仰角，所以機長往後持續的壓機頭，並且按了配平開關修正機頭向下持續了12秒，雖然副機長沒有受到影響，但面對機長因空間迷向做出錯誤的舉動沒有介入僅有口頭警告而導致飛機失事。

### 進度
3月20日，調查員完成對現場殘骸的調查工作。俄羅斯和阿聯酋方面的調查員準備展開對雷達資料，地空通話以及事發時天氣情況展開調查。
3月20日至21日，俄羅斯，法國和阿聯酋的調查員取出黑匣子的存儲模組並下載CVR和FDR資料。直至撞地前最後一刻，黑匣子都在正常運行。CVR的損壞要比FDR嚴重些。但兩者資料都依然完好。調查人員隨後開始對地空對話，氣象資料進行分析。
3月21日，頓河畔羅斯托夫的調查人員完成對現場殘骸的收集並開始重新拼裝飛機機身。在莫斯科，來自俄羅斯、阿聯酋、西班牙、賽普勒斯的調查員也開始整理並分析飛機適航性，機組成員訓練以及飛機起飛前準備工作相關的材料。
3月23日，調查員開始對羅斯托夫機場的通訊設施進行測試，他們也查看了空管與其他班機的通訊並對空管在這起事故中的表現和機場天氣服務進行評估。根據現有的黑匣子資料和飛機維護記錄，他們展開了對飛機各系統（包括飛控系統）運行狀況和的飛行員表現分析。
3月29日，國際航空委員會（洲際航空委員會）通報俄羅斯，阿聯酋，法國方面稱，他們已經整理出了事故發生前1小時內CVR記錄下的對話。但根據俄羅斯法律以及國際條約，IAC並不打算公佈通話記錄。同時，他們宣佈調查人員已經開始對尚完好的部件和飛行控制系統的儀錶進行分析。IAC正在做對飛機飛行資料進行電腦類比的準備，他們亦要求波音提供相關資料。
3月31日，國際航空委員會一名發言人宣佈他們將於4月19日公開他們目前的發現。

### 發現

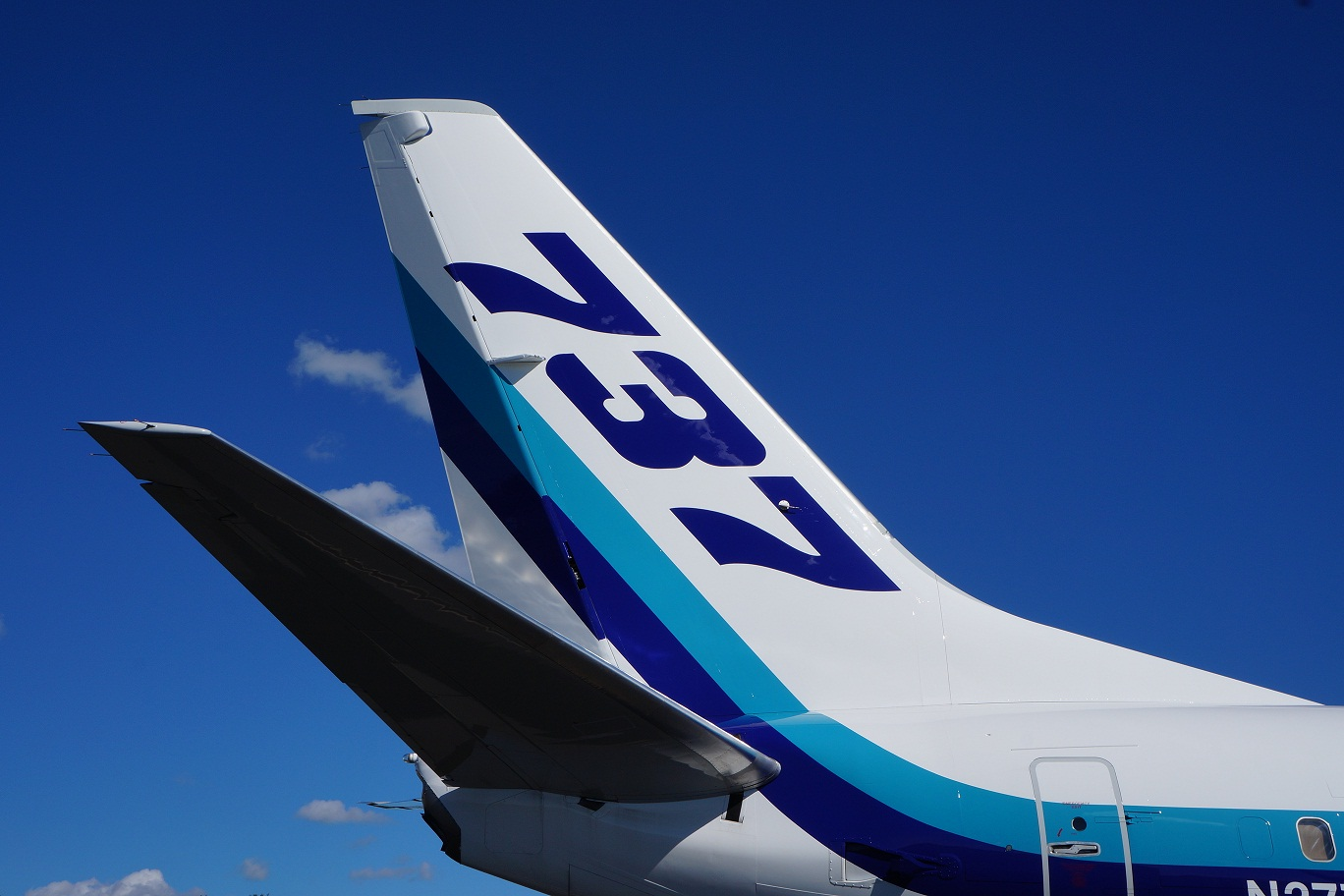
A trimmable horizontal stabiliser (tailplane) on a Boeing 737-800.

3月29日，IAC聲明稱，根據目前對黑匣子資料的分析，飛機各部件均運行正常。飛機適航證明有效並得到了良好的維護。起飛程式也沒有出現問題，
4月8日，IAC宣佈，黑匣子資料顯示，失事飛機的第二次進近是在飛行員手動操縱下進行的。當飛機下降至高度220米距跑道千米處時，機組曾試圖中止降落並複飛。他們將引擎推力設置為起飛模式。當飛機爬升至900米高度時，飛機的機頭忽然被壓下，安定面也被設為-5度。飛機隨即開始俯衝，在此下降過程中，機身承受了-1G的垂直加速度。飛機觸地時，速度超過600km/h，俯角超過50度。
4月20日，IAC發佈了一份初期調查報告。

## 乘客与机组人员
| 國籍     | 乘客 | 機組 |
| -------- | ---- | ---- |
| 俄羅斯   | 44   | 1    |
| 乌克兰   | 8    |      |
| 印度     | 2    |      |
|          | 1    |      |
| 西班牙   |      | 2    |
| 哥伦比亚 |      | 1    |
| 賽普勒斯 |      | 1    |
|          |      | 1    |
| 塞舌尔   |      | 1    |
| 总计     | 55   | 7    |

根据航空公司的数据，飞机内包括55名乘客。分别为44名俄罗斯人，8名乌克兰人，1名印度人和1名乌兹别克斯坦公民。其中有33名妇女，18名男子和4名儿童。而值飛該趟航班的有7名机组人员。其中除1人外均为阿联酋居民身分，但分属不同国籍。

## 影响
弗拉基米尔·普京总统慰问遇难者家属。罗斯托夫地区政府决定，2016年3月20日为哀悼日。
迪拜航空公司对乘客和机组人员的家属表示慰问。